# Lauritsen (cráter)

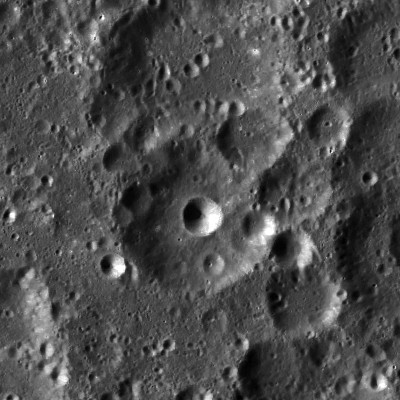
Fotografía de la misión Lunar Reconnaissance Orbiter

Lauritsen es un cráter de impacto lunar que se encuentra justo detrás de la extremidad este-sureste de la Luna.A pesar de que se encuentra en la cara oculta de la Luna, es posible vislumbrar su ubicación  desde la Tierra en condiciones favorables de libración e iluminación. El cráter se encuentra aproximadamente equidistante de Titius al este y Donner al sureste, de modo que los tres forman un triángulo equilátero. Al noroeste se halla la llanura amurallada del cráter Curie.
Se trata de un cráter erosionado con un borde oriental que está casi completamente cubierto por cráteres más pequeños, incluyendo a Lauritsen B en el noreste. El brocal presenta una rotura en su sector norte y un par de pequeños cráteres lo atraviesan al noroeste. En el lado suroeste, el borde presenta una zona comprimida, resultando una zona casi recta. En el punto medio del cráter se localiza Lauritsen Y, con otro cráter más pequeño a su sur-sureste.

## Cráteres satélite
Por convención estos elementos son identificados en los mapas lunares poniendo la letra en el lado del punto medio del cráter que está más cercano a Lauritsen.
|           | \| Lauritsen \| Coordenadas \| Diámetro \| \| --------- \| ----------------------------- \| -------- \| \| A \| 24°48′S 96°36′E / -24.8, 96.6 \| 35 km \| \| B \| 26°42′S 96°48′E / -26.7, 96.8 \| 26 km \| \| G \| 28°00′S 97°18′E / -28.0, 97.3 \| 16 km \| \| H \| 28°30′S 97°30′E / -28.5, 97.5 \| 28 km \| \| Y \| 27°30′S 96°06′E / -27.5, 96.1 \| 14 km \| \| Z \| 26°00′S 96°12′E / -26.0, 96.2 \| 52 km \| |          |
| Lauritsen | Coordenadas | Diámetro |
| A         | 24°48′S 96°36′E / -24.8, 96.6 | 35 km    |
| B         | 26°42′S 96°48′E / -26.7, 96.8 | 26 km    |
| G         | 28°00′S 97°18′E / -28.0, 97.3 | 16 km    |
| H         | 28°30′S 97°30′E / -28.5, 97.5 | 28 km    |
| Y         | 27°30′S 96°06′E / -27.5, 96.1 | 14 km    |
| Z         | 26°00′S 96°12′E / -26.0, 96.2 | 52 km    |